# Bengalia unicolor
Bengalia unicolor är en tvåvingeart som beskrevs av Seguy 1946. Bengalia unicolor ingår i släktet Bengalia och familjen spyflugor. Inga underarter finns listade i Catalogue of Life.